# رایان هارندن
رایان هارندن (انگلیسی: Ryan Harnden؛ زادهٔ ۲۸ ژوئن ۱۹۸۶) ورزشکار کرلینگ اهل کانادا است.